# Hanumanthampatti
Hanumanthampatti é uma panchayat (vila) no distrito de Theni, no estado indiano de Tamil Nadu.

## Demografia
Segundo o censo de 2001,  Hanumanthampatti  tinha uma população de 9436 habitantes. Os indivíduos do sexo masculino constituem 50% da população e os do sexo feminino 50%. Hanumanthampatti tem uma taxa de literacia de 63%, superior à média nacional de 59.5%: a literacia no sexo masculino é de 73% e no sexo feminino é de 54%. Em Hanumanthampatti, 12% da população está abaixo dos 6 anos de idade.